# Jean Charles Victorin de Lasteyrie du Saillant
Jean Charles Victorin de Lasteyrie du Saillant est un administrateur français, né  à Voulezac (Corrèze) le 23 mars 1768, décédé à Saint-Rabier (Dordogne) le 29 mai 1833.

## Biographie
Jean Charles Victorin de Lasteyrie naît le 23 mars 1768 au Saillant, à Voulezac, fils de Gaspard de Lasteyrie, marquis du Saillant, vicomte de Comborn, sénéchal héréditaire du haut et bas Limousin, officier de cavalerie, et de Charlotte Riquetti de Mirabeau.
Issu par son père de la famille de Lasteyrie, il est, par sa mère, le petit-fils de Victor Riquetti, marquis de Mirabeau, cofondateur du mouvement physiocratique, le neveu d'Honoré Gabriel Riquetti de Mirabeau et celui d'André Boniface Louis Riquetti de Mirabeau.
Il sert dans les années 1780 comme capitaine de dragons au régiment de Noailles, puis comme brigadier aux Gardes du corps du Roi.
En 1787, il est admis aux Honneurs de la Cour, à la suite de son père, qui l'avait été l'année précédente.
Émigré à la Révolution, il sert dans les armées contre-révolutionnaires.
Implanté en Artois par son mariage, il est de 1801 à 1804 maire de Boubers-sur-Canche. Sous l'Empire, il est aussi chef de légion de la Garde nationale du Pas-de-Calais, membre du collège électoral, lieutenant de louveterie du Pas de Calais.
En décembre 1809, il est fait chambellan de Napoléon Ier.
En 1810, il reçoit le titre de comte de l'Empire.
En 1811, Napoléon Ier le nomme préfet du département de la Lippe. Il sera le seul préfet de ce département, créé en 1811 et supprimé en 1814.
À la chute du Premier Empire, il se retire de la vie publique.

### Mariage et descendance
Le 30 janvier 1800 (10 pluviôse an VIII), il épouse à Paris (10e arrondissement ancien) la princesse Constantine Fortunée de Berghes Saint Winoc, fille d'Adrien Joseph Louis de Berghes Saint-Winoc, vicomte d'Arleux, prince de Râches, et de Marie Thérèse de Castellane.
Sa mère était la sœur de Marie Adélaïde de Castellane, mariée avec Charles de Vintimille.
Fille unique, elle est l'héritière, par son père, de la terre et du château de Boubers-sur-Canche, alors un des plus vastes de l'Artois, par sa mère de la terre et du château des Pressoirs du Roy, à Samoreau, près de Fontainebleau. Inscrite sur la liste des émigrés, elle en est radiée dès le 2 décembre 1794 (12 frimaire an III), après la Terreur . Elle meurt aux Pressoirs du Roy le 9 septembre 1814 à l'âge de 44 ans.
Tous deux ont cinq enfants:
- Charlotte Constance de Lasteyrie du Saillant (Paris, 1800 - Francfort-sur-le-Main, 15 juillet 1861), mariée à Münster le 13 août 1813 avec Joseph Arnold de Looz Corswarem, prince de Rheina-Wolbeck, maire et conseiller-général de Rheine, député au corps législatif français (1813-1814), puis membre du parlement provincial de Westphalie (Montigny-le-Tilleul, Belgique, 23 septembre 1770 - Münster, Westphalie, 30 octobre 1827), fils de Wilhelm Joseph von Looz-Corzwarem, duc de Looz-Corzwarem, prince de Rheina-Wolbeck, et de Marie Emmanuelle, baronne d'Aix. Ce mariage voulu par Napoléon resta sans descendance ;
- Bonne Elisa Fortunée de Lasteyrie du Saillant (Boubers-sur-Canche, 4 avril 1802 - Paris, 3 février 1862), mariée à Paris le 9 mars 1826 avec Horace de Salviac de Viel-Castel, premier conservateur du Musée du Louvre (Paris, 16 août 1802 - 1er octobre 1864), fils de Charles de Salviac de Viel-Castel et de Caroline de Lasteyrie du Saillant. Dont postérité ;
- Victorine Caroline Constantine de Lasteyrie du Saillant (Boubers-sur-Canche, 23 juillet 1804 - Münster, 20 septembre 1833), non mariée ;
- Honorine Marie Charlotte de Lasteyrie du Saillant (Boubers-sur-Canche, 20 mai 1806 - 2 février 1858), mariée en 1826 avec Pierre Alexis Durant du Repaire (Saint-Rabier, 7 décembre 1801 - Meudon, 29 novembre 1835) ;
- Fortuné Charles Ernest de Lasteyrie du Saillant, marquis du Saillant, comte de Comborn (Boubers-sur-Canche, 18 novembre 1807 - 29 mai 1845), marié à Coulaures le 9 janvier 1838 avec Anna de Lestrade de La Cousse (Coulaures, 19 octobre 1816  - 7 décembre 1871), fille de Gaspard Louis Jean Charles de Lestrade de La Cousse et de Marie-Thérèse de Lageard de Grésignac. Dont postérité[12].